# 朱永強
朱永強（？—1989年5月27日），香港足球運動員及足球教練，球員時代司職中鋒，外號「花拳繡腿」。

## 球員生涯
曾效力南華、東方、星島、傑志等多支甲組球隊。1948年代表香港隊贏得滬港盃。1948年倫敦奧運獲選獲選入中華民國國家足球隊。1954年馬尼拉亞運會，代表中華民國贏得亞運足球金牌。1956年，朱永強以隊長身份帶領中華民國國家隊參加第一屆亞洲盃足球賽。退役後，歷任愉園、香港女子足球隊、警察、元朗、香港足球代表隊、東方、星島教練或顧問。1989年5月27日，在養和醫院逝世。